# Kellion Knibb
Kellion Knibb (ur. 25 grudnia 1993) – jamajska lekkoatletka specjalizująca się w rzucie dyskiem.
Szósta zawodniczka igrzysk Wspólnoty Narodów w Glasgow (2014). Dwa lata później reprezentowała Jamajkę na igrzyskach olimpijskich w Rio de Janeiro, podczas których nie zaliczyła żadnej ważnej próby w eliminacjach i nie została sklasyfikowana. 
Medalistka mistrzostw Jamajki. Stawała na podium mistrzostw NCAA.
Rekord życiowy: 62,73 (23 czerwca 2017, Kingston) do 2019 rekord Jamajki.

## Osiągnięcia
| Rok  | Impreza                    | Miejsce        | Lokata            | Wynik |
| ---- | -------------------------- | -------------- | ----------------- | ----- |
| 2014 | Igrzyska Wspólnoty Narodów | Glasgow        | 6. miejsce        | 57,39 |
| 2016 | Igrzyska olimpijskie       | Rio de Janeiro | el. –             | NM    |
| 2017 | Mistrzostwa świata         | Londyn         | el. – 23. miejsce | 56,73 |